# Pleurothallis stellata
Pleurothallis stellata là một loài thực vật có hoa trong họ Lan. Loài này được I.Ramírez & Carnevali mô tả khoa học đầu tiên năm 2003.